# Sieło stancyi Jumatowo
Sieło stancyi Jumatowo (ros. Село станции Юматово) – wieś (sieło) w Rosji, w Baszkortostanie, w rejonie ufimskim. W 2010 liczyła 688 mieszkańców.